# جيمس إتش فولر
جيمس إتش فولر (بالإنجليزية: James H. Fowler)‏ هو عالم سياسة أمريكي، ولد في 18 فبراير 1970.